# 예루살렘 공방전 (1187년)
예루살렘 공방전은 1187년 9월 20일부터 10월 2일까지 예루살렘에서 아이유브 술탄국과 예루살렘 왕국 사이에 있었던 전투이다. 1187년 여름 살라흐 앗 딘은 하틴 전투에서 예루살렘 왕국의 군대를 물리치고 여러 도시들을 함락했다. 이에 맞서 발리앙 디블랭이 예루살렘의 방비를 맡아 몇 차례 도시를 방어하였으며, 살라흐 앗 딘과의 협상으로 도시의 항복이 이루어졌다.
예루살렘의 함락에도 불구하고 왕국은 멸망하지 않은채 수도를 티레로 옮겼으며 제3차 십자군 이후 수도를 아크레로 옮겨 존속하였다. 한편 1189년 라틴 교회에서는 이에 대응해 잉글랜드의 리처드 1세, 프랑스의 필리프 2세와 신성 로마 황제 프리드리히 1세가 각기 이끄는 제3차 십자군을 일으켰다.
예루살렘에서 살라흐 앗 딘은 무슬림의 성지를 복구하고 동방정교회 순례자들의 성지 방문을 자유롭게 허용하였으나, 가톨릭 순례자들은 통행료를 내야 했다. 예루살렘에서의 기독교 활동은 콘스탄티노플 총대주교가 관할하였다.

## 배경
내분으로 인해 약해진 예루살렘 왕국은 1187년 7월 4일 하틴 전투(Battle of Hattin)에서 치명적인 패배를 당했다. 국왕 뤼지냥의 기(Guy of Lusignan)를 포함한 대부분의 귀족은 포로로 잡혔고, 여름 동안 살라딘은 신속하게 예루살렘 왕국의 대부분을 공략하였다. 9월 중순에 살라딘은 아크레(Acre), 나블레스(Nablus), 자파(Jaffa), 토론(Toron), 시돈(Sidon), 베이루트(Beirut), 그리고 아스칼론(Ascalon)을 점령하였다. 전투에 살아남은 자들과 다른 예루살렘 왕국의 잔당들은 몬페라토의 코라도(Conrad of Montferrat)가 도착함으로써 유일하게 살라딘에게 저항이 가능했던 티레(Tyre)로 도망치게 되었다.

## 예루살렘의 상황
티레에서 이벨린의 발리앙(Balian of Ibelin)은 자신의 아내 마리아 콤네나(Maria Comnena) 및 다른 가족들을 무사히 구출하기 위해 살라딘에게 예루살렘으로의 안전한 통행을 요청하였다. 살라딘은 그의 요청을 허가하는 대신, 발리앙에게 자신에게 저항하기 위해 무기를 들지 말고, 예루살렘에 하루 이상 머물지 말 것을 요구하였다. 그러나 신성한 도시 예루살렘에 도착하자 주교 헤라클리우스(Patriarch Heraclius)와 시빌라 여왕(Queen Sibylla)을 포함한 주민들은 발리앙에게 예루살렘을 지킬 자신의 의무를 다할 것을 빌었다. 기독교를 위하여 이 도시에 반드시 자신이 있어야 한다고 주장한 헤라클리우스는 발리앙에게 살라딘과 맺은 맹세를 지킬 의무가 없다고 말하였고, 발리앙은 이를 받아들였다.
발리앙은 예루살렘 시민 대표를 통해서 아스칼론에 있는 살라딘에게 자신의 결정을 알렸고, 이 예루살렘 대표는 협상을 통해 예루살렘을 항복시키려는 술탄의 제안을 거절하였다. 그러나 살라딘은 발리앙의 아내 마리아와 그의 자식들, 그리고 다른 가족들을 트리폴리(Tripoli)로 호위하여 이송할 준비를 하였다. 예루살렘에 있는 고위귀족으로서 발리앙은, 연대기 작가 이븐 알아티르(Ibn al-Athir)에 따르면 그 지위가 무슬림들이 보기에 "왕보다 더하지도 덜하지도 않고, 동일한 정도"였다고 한다.
발리앙은 예루살렘의 위기상황을 알고 있었다. 도시는 살라딘의 정복을 피해온 잔당들로 가득 차 있었고 매일매일 새로운 사람들이 도착하고 있었다. 예루살렘 전역에 기사라고는 14명도 안 되었고, 이에 따라 발리앙은 종자(Squires)의 신분(견습기사)에 있던 사람들과 시민들에서 60명의 새로운 기사들을 서임했다. 또 발리앙은 식량과 돈을 비축함으로써 피할 수 없는 공성전을 준비했다. 술탄 살라딘 휘하의 시리아와 이집트의 군세가 모여들었고, 잠깐 동안 티레를 공략하다가 성과를 이루지 못한 술탄의 군대는 9월 20일 예루살렘에 도착하였다.

## 공성전
라틴 기독교인들로부터 억압받아 만약 무슬림이 도시를 탈환한다면, 자신들은 더욱 큰 자유를 얻게 될 것이라고 생각한 동방정교회의 성직자 중 한 명인 유스프 바티트(Yusuf Batit)의 중개로 살라딘과 발리앙 사이의 회담이 이루어졌다. 살라딘은 예루살렘에 무혈입성할 준비를 하였으나, 주민들은 도시를 떠나는 것을 거부하고 도시를 평화롭게 넘겨주느니 죽음을 각오하고 싸워 도시를 파괴하는 것이 더 났다고 맹세하였다. 이에 따라 공성전이 시작되었다.
살라딘의 군세(軍勢)는 다비드 탑(Tower of David)과 다마스쿠스 문(the Damascus Gate)를 공략하였다. 살라딘의 궁수들은 성벽에 계속해서 화살을 날렸다. 공성기(siege engines)들이 계속 성벽을 공격하였으나, 그 때마다 패퇴하였다. 며칠 동안 소규모 교전이 벌어졌지만 전세에는 별 영향을 주지 못했다. 9월 26일, 살라딘은 자신의 진영을 도시의 다른 부분으로 이동시켜, 십자군이 반격을 할 수 있는 주요한 성문이 없는 올리브의 산(Mount of Olives ; 감람산(橄欖山)에 진을 쳤다. 성벽에 노포(catapults), 투석기(mangonels), 대형 투석기(Petrary), 그리스의 불(Greek fire), 석궁(crossbows), 그리고 화살(arrows)과 같은 공성전용 무기들이 계속적으로 쏟아져 내렸다. 성벽의 일부에 갱도가 설치되어 9월 29일 무너져 내렸다. 십자군은 살라딘의 군세를 격퇴할 수 없었으나, 동시에 살라딘의 군세 역시 도시로 들어갈 수 있는 상황이 아니었다. 그러나 곧 무슬림 군사들은 십자군을 수적으로 압도하였다. 무기를 들어 돌파된 성벽에서 밀려오는 적군을 저지할 수 있는 이들은 수십 명도 채 안되었다. 막대한 보수를 약속했음에도 불구하고 병사들은 움직이지 않았다.
시민들은 절망에 빠졌다. 티레의 윌리암이 저술한 오래된 프랑크 이야기 속편(Old French Continuation of William of Tyre)에 나오는 발리앙의 종자 에르놀(Ernoul)이 쓴 것으로 추정되는 인용문에 따르면 성직자들은 1099년에 제1차 십자군 성직자들이 성벽 밖에서 성벽을 따라 맨발로 늘어선 것처럼, 성벽을 따라 늘어섰다. 카발리 산에서 여자들은 아이들의 머리카락을 자른 후에, 이 머리카락들은 찬문이 담긴 대야에다 담가두었다가 거두어들였다. 이러한 참회의 활동은 신의 분노를 도시로부터 돌리기 위해서였다. 그러나 ".....우리의 주는 기도자들의 요청이나, 도시에서 만들어지는 소음들에 귀를 기울이지 않으셨다. 부정함의 악취, 낭비로 인한 매스꺼움, 천성에 반하는 죄악은, 기도자들로 하여금 신의 마음을 돌리는 데 실패하게 하였다."

### 발리앙과 살라딘 사이의 협상
9월 말경 발리앙은 살라딘을 만나 협상하기 위해 도시를 나섰고, 처음에는 거절했던 항복을 제안했다. 살라딘은 이를 받아들이지 않았다. 그들이 협상을 할 때의 상황을 보면, 살라딘의 군사들은 성벽을 돌파하여, 군기를 걸어둔 상태였다. 그러나 곧, 십자군은 살라딘군을 격파하였다. 이에 살라딘은 협상에 응하였고, 둘 사이에, 도시가 평화적으로 살라딘에게 양도된다는 조약이 맺어졌다. 술탄 살라딘은 20 베잔트(bezants 금화)에 남자를 석방하고, 10 베잔트에 여성을 석방하며, 5 베잔트에 어린아이를 석방하는 것을 허가하였으나, 만약 이러한 돈이 지불되지 않을경우 노예가 될 것이라고 말하였다. 발리앙은 헛되이, 몸값이 지불하지 못할 사람들이 많으며, 왕국 전역에 적어도 20,000명정도되는 사람들이 있을 것이라고 주장하였다.
예루살렘 탈환 이후에, 7천에 달하는 가난한 주민들은 병원 기사단이 지키고 있던 잉글랜드의 헨리 2세(Henry II of England)가 예루살렘에 건립한 기금으로 석방되는 것이 결정되었다. 이 기금은 토마스 베켓(Thomas Becket)을 죽인 것에 대한 참회의 뜻으로, 헨리 왕이 성지순례를 할 때나 십자군 운동을 벌일 때의 기금으로 사용되기 위해 조성되었다. 그러나 왕은 성지에 도착하지 못했고, 이 자금은 이미 하틴 전투의 용병을 고용하는 데 사용되었다.
발리앙은 다시 살라딘을 만났고, 술탄은 석방금을 남자 10베잔트, 여자 5베잔트, 어린아이 1 베잔트로 경감하는 데 동의하였다. 발리앙은 이러한 석방금이 너무 비싸며, 술탄은 모든 주민들을 석방하는 데 대한 대가로 총 10만 베잔트를 요구하였다. 발리앙은 이 돈을 지불하는 것이 불가능하다고 생각했고, 살라딘은 적어도 5만 베잔트 이하로는 7천의 주민들을 석방하지 않을 것이라고 말하였다. 그러나 결국 살라딘은 3만 베잔트로 7천명의 주민들을 석방하였고, 2명의 여인이나 10명의 아이들은 한명의 남자와 같은 가격으로 석방되었다.

### 예루살렘의 항복
발리앙은 요새 다비드 탑의 열쇠를 10월 2일 살라딘에게 건넸다. 모든 주민들이 석방금을 지불하는 데에는 약 한달여가 걸렸을 것으로 추정된다.(사료에 따르면, 이때 걸린 시간은 약 30일에서 50일 정도로 추정된다.) 살라딘은 관대한 사람이었고, 노예가 될 뻔한 사람들을 자유롭게 해 주었다. 살라딘의 아우 사프하딘(Saphadin) 역시 살라딘처럼 노예가 될 뻔한 이들을 석방하였다. 발리앙과 헤라클리우스는 자신들의 사재를 털어 사람들의 석방금을 마련하였다. 이들은 아직 석방금이 지불이 안 된 남아있는(적어도 몇천명의) 사람들에 대한 볼모로서 자신들이 인질이 되겠다고 제안하였지만, 살라딘은 이를 거절하였다.
살라딘은 예루살렘으로 군율을 엄히 갖춘 상태로 진군하였고, 1099년 십자군이 예루살렘을 점거했을 때 일어났던 살육 등을 막았다. 해방된 주민들은 세 열으로 나뉘어 이동하였다. 성전 기사단이 제 1열을 맡았고, 병원 기사단이 2열을, 발리앙과 헤라클리우스는 3열을 맡았다. 트리폴리에서 발리앙은 자신의 아내와 가족을 만났다. 비록 헤라클리우스는 계속 석방금을 냈음에도 불구하고, 헤라클리우스가 교회의 보물들과 성물들을 가지고 간 것은 이슬람 연대기 작가 이마드 아드딘 알이스파니(Imad ad-Din al-Isfahani)에게는 괘씸하게 여겨지는 일이었다.

## 영향
처음에 난민들은 트리폴리에 갔으나, 입성이 거절당하고, 예루살렘에서 가지고 왔던 자신들의 소지품들을 강탈당했다. 이들 대부분은 안티오크( Antioch), 실리시아(Cilicia), 그리고 비잔티움(Byzantium)으로 이동하였다. 다른 피난민들은 이집트로 갔고, 일부는 유럽으로 향하는 이탈리아 배에 승선할 수 있었다.
살라딘은 기독교 순례자들이 예루살렘에 들어가는 것을 허용하였고, 성묘교회(Church of the Holy Sepulchre)를 계속 기독교인이 관리하는 것을 허용하였다. 예루살렘에 대한 무슬림의 지배권을 공고히 하기 위해 알아쿠사 모스크(Al-Aqsa Mosque)와 같은 유명한 곳을 포함한 여러 성소들이 장미의 물로 종교적인 정화를 받았다. 그리고 살라딘은 여전히 자신에게 저항하고 있던 벨보이르(Belvoir), 케라크(Kerak) 그리고 몬트리알(Montreal)과 같은 도시를 공략하였고, 티레를 함락시키기 위해 두 번째 공략을 개시하였다.
1187년 여름 살라딘이 예루살렘 왕국을 공략하고 있는 동안, 티레의 대주교 요스시우스(Joscius, Archbishop of Tyre)와 다른 많은 순례자와 여행자들에 의해 하틴 전투에서의 절망적인 패배가 알려지게 되었다. 새로운 십자군 계획이 창설되었다. 10월 29일, 교황 그레고리우스 8세(Gregory VIII)는 예루살렘 함락 소식을 들은 후에 교황교서 아우디타 트레멘디(Audita tremendi)를 발표하였다. 잉글랜드와 프랑스에서 십자군의 재정을 충당하기 위해 살라딘 십일조(Saladin tithe)가 부과되었다. 이후에 제3차 십자군은 1189년에 제3차 십자군이 구성되어, 사자심왕 리처드(Richard Lionheart), 존엄왕 필리프(Philip Augustus), 그리고 프리드리히 바르바로사(Frederick Barbarossa)가 주력을 맡았다.

## 픽션에서
예루살렘 공방전은 리들리 스콧(Ridley Scott)이 감독을 맡고, 제작한 2005년에 개봉된 영화 킹덤 오브 헤븐(Kingdom of Heaven)의 클라이막스를 장식했다. 비록 이 영화에서는 다양한 허구적인 요소들을 덧붙이긴 하였지만, 기본적으로 수많은 기본 사료를 통해 영화의 디테일을 역사적으로 묘사하려 하였다.
캐서린 징크스(Catherine Jinks)의 아동용 희극 이교도 십자군(Pagan's Crusade 1993)은 예루살렘 공방전과 이를 둘러싼 이야기를 다루고 있다. 비록 이 작품은 완전한 픽션이지만, 도시가 입은 피해, 사용된 무기, 살라딘과 이벨린의 발리앙 사이의 회담 등을 박진감 있게 묘사하고 있다.

## 참고 자료
- James A. Brundage, The Crusades: A Documentary Survey. Marquette University Press, 1962.
- Peter W. Edbury, The Conquest of Jerusalem and the Third Crusade: Sources in Translation. Ashgate, 1996.
- P. M. Holt, The Age of the Crusades: The Near East from the Eleventh Century to 1517. Longman, 1986.
- Amin Maalouf, The Crusades Through Arab Eyes. London, 1984.
- Steven Runciman, A History of the Crusades, vol. II: The Kingdom of Jerusalem and the Frankish East, 1100-1187. Cambridge University Press, 1952.
- Kenneth Setton, ed. A History of the Crusades, vol. I. University of Pennsylvania Press, 1958 (available online).
- R. C. Smail, Crusading Warfare, 1097-1193. Cambridge University Press, 1956.